# Виње сир Сен
Виње сир Сен (фр. Vigneux-sur-Seine) град је у Француској, у департману Есон.
По подацима из 1999. године број становника у месту је био 25.652.

## Географија

### Клима
| Клима (Виње сир Сен)       | Клима (Виње сир Сен) | Клима (Виње сир Сен) | Клима (Виње сир Сен) | Клима (Виње сир Сен) | Клима (Виње сир Сен) | Клима (Виње сир Сен) | Клима (Виње сир Сен) | Клима (Виње сир Сен) | Клима (Виње сир Сен) | Клима (Виње сир Сен) | Клима (Виње сир Сен) | Клима (Виње сир Сен) | Клима (Виње сир Сен) |
| Показатељ \ Месец          | .Јан.                | .Феб.                | .Мар.                | .Апр.                | .Мај.                | .Јун.                | .Јул.                | .Авг.                | .Сеп.                | .Окт.                | .Нов.                | .Дец.                | .Год.                |
| -------------------------- | -------------------- | -------------------- | -------------------- | -------------------- | -------------------- | -------------------- | -------------------- | -------------------- | -------------------- | -------------------- | -------------------- | -------------------- | -------------------- |
| Средњи максимум, °C (°F)   | 6,1 (43)             | 7,6 (45,7)           | 11,4 (52,5)          | 14,6 (58,3)          | 18,6 (65,5)          | 21,8 (71,2)          | 24,5 (76,1)          | 24,2 (75,6)          | 20,8 (69,4)          | 15,8 (60,4)          | 9,9 (49,8)           | 6,8 (44,2)           | 15,2 (59,4)          |
| Просек, °C (°F)            | 3,4 (38,1)           | 4,3 (39,7)           | 7,1 (44,8)           | 9,7 (49,5)           | 13,4 (56,1)          | 16,4 (61,5)          | 18,8 (65,8)          | 18,5 (65,3)          | 15,6 (60,1)          | 11,5 (52,7)          | 6,7 (44,1)           | 4,3 (39,7)           | 10,8 (51,4)          |
| Средњи минимум, °C (°F)    | 0,7 (33,3)           | 1,0 (33,8)           | 2,8 (37)             | 4,8 (40,6)           | 8,3 (46,9)           | 11,1 (52)            | 13,0 (55,4)          | 12,8 (55)            | 10,4 (50,7)          | 7,2 (45)             | 3,5 (38,3)           | 1,7 (35,1)           | 6,4 (43,5)           |
| Количина падавина, mm (in) | 47,6 (18,74)         | 42,5 (16,73)         | 44,4 (17,48)         | 45,6 (17,95)         | 53,7 (21,14)         | 51,0 (20,08)         | 52,2 (20,55)         | 48,5 (19,09)         | 55,6 (21,89)         | 51,6 (20,31)         | 54,1 (21,3)          | 51,5 (20,28)         | 598,3 (235,55)       |
| [ тражи се извор ]         |                      |                      |                      |                      |                      |                      |                      |                      |                      |                      |                      |                      |                      |

## Демографија
| 1962.  | 1968.  | 1975.  | 1982.  | 1990.  | 1999.  | 2011.  |
| ------ | ------ | ------ | ------ | ------ | ------ | ------ |
| 12.829 | 22.577 | 26.550 | 24.462 | 25.203 | 25.652 | 28.289 |